# Styrax chrysocalyx
Styrax chrysocalyx är en storaxväxtart som beskrevs av P.W.Fritsch. Styrax chrysocalyx ingår i släktet Styrax och familjen storaxväxter. Inga underarter finns listade i Catalogue of Life.